# Letalski as
Letalski as je (neuraden) naziv za vojaškega pilota, ki je v zračnem boju sestrelil najmanj 5 sovražnikovih zračnih plovil. 
Sam naziv se je prvič pojavil leta 1915 med prvo svetovno vojno v francoskih časopisih, ki so opisovali doživetja Adolpha Pegouda, prvega vojaškega pilota, ki je sestrelil pet nemških letal.
Sam kriterij, kaj je letalski as, se razlikuje od države do države ter tudi v različnih obdobjih so menjali kriterije za dosego tega naziva. Tako so med prvo svetovno vojno centralne sile in Združeno kraljestvo smatrali za letalskega asa, pilota, ki je sestrelil najmanj 10 sovražnikovih letal. Danes se večinoma uporablja kriterij 5 zračnih zmag. Nekatere oborožene sile imajo v uporabi sistem, ki upošteva tudi delitev letalske zmage med več udeležencev zračnega boja, ki so prispevali k uničenju sovražnikovega letala. Vojno letalstvo Sovjetske zveze je deljene zračne zmage štelo posebej kot samostojne.
Letala, ki jih pilot uniči, ko so le-ta parkirana na tleh, v večini oboroženih sil ne štejejo kot zračno zmago. Npr. oborožene sile ZDA štejejo tudi ta kot zračne zmage, ampak le kot 0,5 točke (torej 1 uničeno zračno plovilo na tleh šteje le 0,5 točke k skupnemu seštevku zračnih zmag). 
Glede na razlikovanje, kaj je zračno plovilo, obstajajo tudi razlike med oboroženimi silami; tako se loči med baloni, cepelini, letali, helikopterji in UAVji; nekatere oborožene sile tako priznavajo vsa zračna plovila, ki jih prištevajo med zračne zmage, medtem ko pa nekatere ločijo le med tistimi, ki so oborožene.
Do danes naj bi bilo do naziva letalskega asa upravičenih 5.470 letalcev.

## 10 najuspešnejših letalskih asov
Glejte glavni seznam Seznam letalskih asov po številu zračnih zmag.
| Ime              | Država | Rod oboroženih sil | Št. zračnih zmag | Konflikt(i)          | Opombe                               |
| ---------------- | ------ | ------------------ | ---------------- | -------------------- | ------------------------------------ |
| Erich Hartmann   |        | Luftwaffe          | 352              | druga svetovna vojna | Najuspešnejši letalski as vseh časov |
| Gerhard Barkhorn |        | Luftwaffe          | 301              | druga svetovna vojna |                                      |
| Günther Rall     |        | Luftwaffe          | 275              | druga svetovna vojna |                                      |
| Otto Kittel      |        | Luftwaffe          | 267              | druga svetovna vojna |                                      |
| Walter Nowotny   |        | Luftwaffe          | 258              | druga svetovna vojna |                                      |
| Wilhelm Batz     |        | Luftwaffe          | 237              | druga svetovna vojna |                                      |
| Erich Rudorffer  |        | Luftwaffe          | 222              | druga svetovna vojna |                                      |
| Heinrich Bär     |        | Luftwaffe          | 220              | druga svetovna vojna | 16 z Messerschmitt Me 262            |
| Hermann Graf     |        | Luftwaffe          | 212              | druga svetovna vojna |                                      |
| Heinrich Ehrler  |        | Luftwaffe          | 208              | druga svetovna vojna |                                      |